# Tailleresse de monnaie
La tailleresse de monnaie travaille dans un atelier monétaire français. Elle travaille aux côtés des monnayeurs et des ajusteurs, pour fabriquer les différentes monnaies. Selon L'Encyclopédie de 1782, elles sont nommées ainsi « parce qu'elles tailloient alors les carreaux », c'est-à-dire qu'elles découpent des morceaux dans des lames de métal, afin de préparer les flans destinés à être frappés.

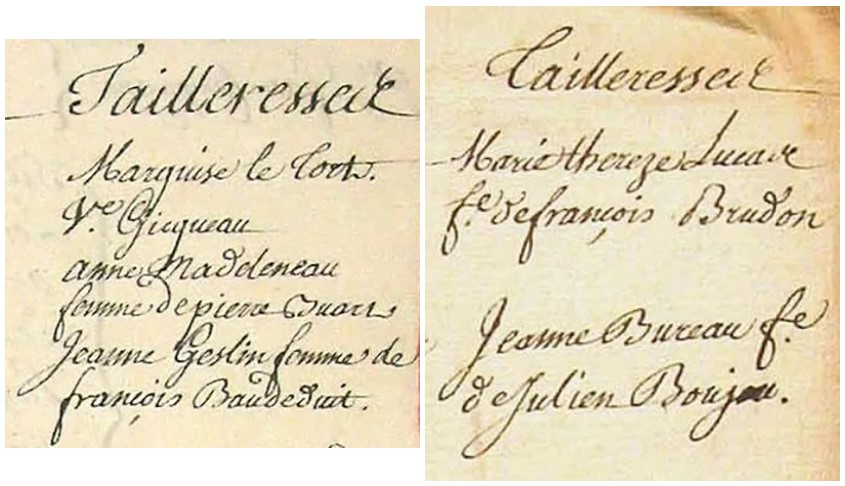
Liste des tailleresses employées à la Monnaie de Nantes en 1728. Extraits de l'état du personnel dressé par les gardes de l'atelier.

## Histoire
La tailleresse n'est jamais représentée dans l'iconographie ancienne et relativement peu présente dans les archives. On retrouve pourtant des noms féminins dans les listes de personnel des ateliers monétaires, au métier de tailleresse. Dans un article publié dans Monnaie magazine, Gildas Salaün explique qu'en 1664 à Paris, on dénombre 46 tailleresses, puis 31 en 1691. Cela s’explique par la mécanisation de la fabrication de la monnaie, les mécanismes remplacent rapidement les tâches attribuées aux tailleresses. Elles ont dès lors commencé à faire le travail des ajusteurs, ce qui créa un conflit. Les ajusteurs reprochent aux tailleresses « de prendre » un quart de leur travail et donc un quart de leur salaire.
En 1662, après une requête des tailleresses à la cour, celle-ci oblige les ajusteurs à les payer et à cesser de les importuner. Le salaire des tailleresses est de 5 livres, contre 30 livres pour un ajusteur de monnaie.
Dans un second temps, les tailleresses ont leurs propres locaux de travail ainsi que deux chambres pour les représenter : la chambre de l’ajustage des tailleresses et celle de l’argent.

## Un statut particulier
La plupart du temps, il est possible de devenir tailleresse par hérédité, soit par un époux décédé ou absent : elles sont recrutées parmi les femmes et les filles de monnayeurs ; il existe pourtant des exceptions. Pour devenir tailleresse sans avoir eu de père ou de mari monnayeur ou ajusteur, une femme doit bénéficier d'une grâce royale.
On peut citer l'exemple de Marie Colombu, célèbre maîtresse déléguée de l'atelier de monnaie de Nantes, à la fin du XVIe siècle.
La tailleresse fait partie du corps des officiers particuliers et bénéficie de privilèges fiscaux, militaires et douaniers liés à sa fonction. Mais la position de la tailleresse est inférieure dans la communauté : elle ne peut pas participer à l'élection du prévôt ou du lieutenant des ajusteurs et tailleresses, elle ne peut pas non plus assister aux messes, même celles dédiées à St Eloi, qui fut orfèvre et monnayeur. Elle ne peut pas non plus transmettre ses droits à ses filles, seulement à ses fils.

## Description

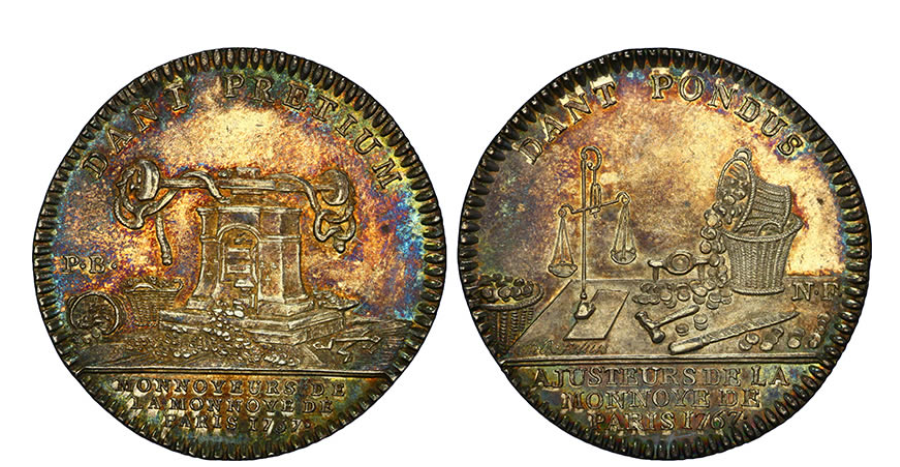
Jeton d'argent des monnayeurs et ajusteurs de la Monnaie de Paris en 1767, sur lequel on peut voir le matériel utilisé par les ajusteurs et tailleresses : écouenne, balance et bilboquet.

Au Moyen-Âge, les tailleresses travaillent aux côtés des ajusteurs : elles arrondissent les flans à l’aide de ciseaux, tandis que l’ajusteur utilise un marteau pour l’aplatir. À partir du 17e siècle, la généralisation du laminoir, du balancier et du coupoir abolissent la différence entre ces deux types d’activité, de telle sorte qu’ajusteurs et tailleresses utilisent le même outil, une écouenne, pour limer les flans.
L'Encyclopédie de 1782 décrit sa place et fonction dans l'atelier ainsi : « [elles] ajustent les pièces avec une écouane, après avoir placé le flanc au bilboquet, morceau de fer en forme d'ovale, très-allongé, au milieu duquel est un cercle en creux de la grandeur du flan que l'on veut ajuster, & au centre un petit trou pour repousser le flan en-dehors, lorsque le flan se trouve trop attaché au bilboquet. » En d'autres mots, elles étaient chargées de la finition des flans (nettoyage, ébarbage...).
Ses tâches se rapprochent de celles de l'ajusteur et son matériel de travail est identique : écouennes, poids, dénéraux, balances posées sur des tables à tiroirs fermant à clef pour peser les espèces, grands chandeliers, tables d'ajustage, armoires, tabourets, coffres-forts.